# Thung lũng Chết
Thung lũng Chết (tiếng Anh: Death Valley) là một thung lũng dài và hẹp nằm giữa hai bang California và Nevada của Hoa Kỳ. Đây là điểm sâu nhất Bắc Mỹ với độ sâu 282 ft (86m) dưới mực nước biển.

## Lịch sử tên gọi
Năm 1849, một đoàn người đi tìm vàng trong khi cố gắng tìm con đường tắt đã đi lạc vào thung lũng này và bị mất phương hướng. Họ đã phải trải qua đói khát, bị ánh nắng mặt trời gay gắt thiêu đốt và bị tấn công bởi các loài côn trùng, sâu bọ như rắn và bọ cạp. Chịu nhiều khổ ải, có người vùi xác dưới đáy vực, có người bị chết vì đói, vì rắn độc cắn, mãi đến tháng 1 năm 1850 mới có một thành viên trong đoàn trốn thoát ra.
Năm 1941, một đoàn điều tra của Mỹ do mất phương hướng cũng lạc vào đây và không một ai sống sót.
Năm 1949, một đoàn thám hiểm khác thâm nhập vào thung lũng và chết vì một sức mạnh thần bí. Một vài người chạy thoát nhưng chẳng bao lâu họ cũng chết một cách khó hiểu. Từ đó đến nay, địa phận thung lũng này được gọi tên là Thung lũng Chết.
Cho đến ngày nay, dù đã nhiều người cố gắng lý giải về sức mạnh thần bí của Thung lũng Chết đã gây nên cái chết của các đoàn thám hiểm nhưng chưa có sự giải đáp thỏa đáng.

## Vị trí địa lý
Thung lũng Chết có độ dài 209 km chạy theo hướng Bắc-Nam, và độ rộng 10 đến 23 km, tổng diện tích khoảng 1.400km2. Phía Tây của thung lũng là dãy núi Nevada và phía Đông là một lòng chảo rộng lớn. Nơi thấp nhất trong thung lũng so với mặt nước biển là 86m.

## Đặc điểm

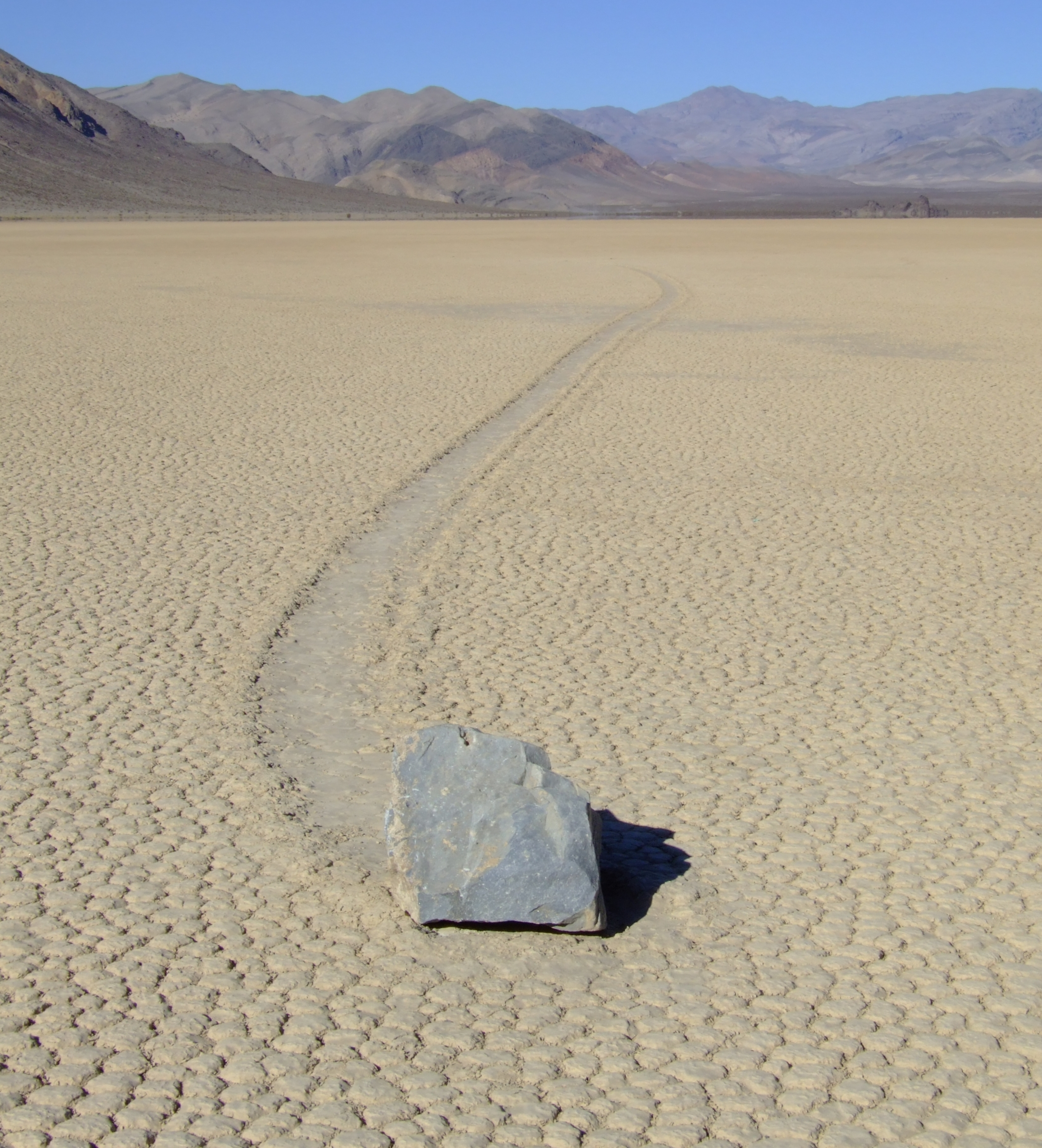
Một viên đá tự di chuyển trong quãng đường khá dài.

Thung lũng Chết có điều kiện tự nhiên rất khắc nghiệt, nhiệt độ mùa hè thường trên 49 °C. Theo báo cáo của NOAA, Thung Lũng Chết hiện đang giữ kỉ lục về “Nơi có nhiệt độ không khí bề mặt cao nhất thế giới từng được ghi nhận trên Trái Đất” ở 56.7°C (134°F) được quan sát tại Furnace Creek (Greenland Ranch), California, vào tháng Bảy ngày 10, năm 1913.
Lượng mưa trong thung lũng rất thấp, bình quân mỗi năm chỉ khoảng 42mm. Năm cao nhất, lượng mưa cũng chỉ là 114 mm và năm thấp nhất không có một giọt mưa. Vì vậy, thung lũng là nơi nóng nhất của Bắc Mỹ. Thung lũng rất sâu và hoang vu, đáy là dòng sông cạn Amagesa với những cồn cát lởm chởm khắp nơi và giữa thung lũng là một quần thể cồn cát rộng khoảng 155km2, là nơi hoang vu nhất trong thung lũng.
Thực vật trong Thung lũng Chết rất ít, ven đầm ao có một số loài cỏ như cỏ bấc. Động vật cũng chỉ có  chó sói. Ở thung lũng hoang vu vừa khô vừa nóng này, sự sinh tồn của con người và động vật rất khó khăn.
Trong lòng thung lũng hoang tàn nhưng cảnh sắc quanh nó lại hoàn toàn khác biệt. Phía Tây thung lũng là chân núi phía đông dãy Nevada. Ở vùng tiếp giáp có nhiều khe núi dọc ngang và những cây cột bằng đá mọc lởm chởm. Dưới ánh trăng mờ cảnh tượng khu vực này âm u đáng sợ nhưng dưới ánh nắng mặt trời lại toát lộ vẻ đẹp rực rỡ, trở thành nơi có sức hấp dẫn khách du lịch nhất của thung lũng, được mệnh danh là "cái đĩa điều sắc của các họa sĩ". Năm 1933, Mỹ xây dựng ở đây một công viên quốc gia và trở thành nơi nghỉ đông chống rét.
Một trong những bí hiểm khác của Thung lũng Chết là sự dịch chuyển của những tảng đá và vệt đường đi của chúng trên cát, dù không phải do áp lực của mưa, gió hay dòng nước.

## Tài nguyên
Trong Thung lũng Chết có nguồn tài nguyên khoáng sản phong phú như quặng borac và muối. Từ năm 1880, bất chấp gian khổ và điều kiện tự nhiên khắc nghiệt, ngành khai khoáng ở đây phát triển. Đến những năm 80 của thế kỷ 19, người ta bắt đầu khám phá ra mỏ đồng, vàng, bạc, nhôm ở vùng phụ cận thung lũng và nhiều thành phố, thị trấn quy tụ nhân công khai khoáng được xây dựng. Nhưng cùng với sự cạn kiệt của khoáng sản, người ta rời đi và để lại một vùng hoang tàn đổ nát.

## Thông tin thêm
Trên thế giới có một số thung lũng khác cũng được mệnh danh là thung lũng chết, như thung lũng Serbia; Thung lũng chết Kamchatka của Nga; Vực chết chóc Tứ Xuyên, Thung lũng tử thần Cát Lâm; bên cạnh đó là các thung lũng chết Eluos (Italy), Nicaeaguaqua (Ấn Độ) nhưng quy mô của chúng khó so sánh với Thung lũng Chết của Mỹ.